# Anadelphia
Anadelphia, biljni rod iz porodice travovki smješten u podtribus Andropogoninae dio tribusa Andropogoneae, potporodica Panicoideae. 
Pripada mu 14 vrsta jednogodišnjeg raslinja i trajnica od zapadne tropske Afrike na jugoistok do Mozambika.

## Vrste
1. Anadelphia afzeliana (Rendle) Stapf
2. Anadelphia bigeniculata Clayton
3. Anadelphia chevalieri Reznik
4. Anadelphia funerea (Jacq.-Fél.) Clayton
5. Anadelphia hamata Stapf
6. Anadelphia leptocoma (Trin.) Pilg.
7. Anadelphia liebigiana H.Scholz
8. Anadelphia macrochaeta (Stapf) Clayton
9. Anadelphia polychaeta Clayton
10. Anadelphia pumila Jacq.-Fél.
11. Anadelphia scyphofera Clayton
12. Anadelphia trepidaria (Stapf) Stapf
13. Anadelphia trichaeta (Reznik) Clayton
14. Anadelphia trispiculata Stapf

## Sinonimi
- Diectomis P.Beauv.
- Monium Stapf
- Pobeguinea Jacq.-Fél.